# Schizolaena manomboensis
Schizolaena manomboensis är en tvåhjärtbladig växtart som beskrevs av Lowry, G. E. Schatz, J.-f. Leroy och A.-e. Wolf. Schizolaena manomboensis ingår i släktet Schizolaena och familjen Sarcolaenaceae. Inga underarter finns listade i Catalogue of Life.